# Maria Anna Wirtemberska
Antoinette Friederike Auguste Marie Anna (ur. 17 września 1799 w Coburgu, zm. 24 września 1860 w Gocie) – księżniczka wirtemberska i poprzez małżeństwo księżna Saksonii-Coburg-Gotha. Pochodziła z rodu Wirtembergów.
Urodziła się jako najstarsza córka księcia Wirtembergii Aleksandra Fryderyka i jego żony księżnej Antoniny. Stryjem Marii Anny był pierwszy król Wirtembergii Fryderyk I.
23 grudnia 1832 w Coburgu poślubiła swojego wuja – księcia Saksonii-Coburg-Gotha Ernesta I, zostając jego drugą żoną (pierwsze małżeństwo Ernesta z Ludwiką Sachsen-Gotha-Altenburg zakończyło się rozwodem w 1826). Para nie miała dzieci.